# Radosław Mleczko
Radosław Mleczko (ur. 12 maja 1959 w Warszawie) – polski historyk sztuki, menedżer, w latach 2008–2015 podsekretarz stanu w Ministerstwie Pracy i Polityki Społecznej.

## Życiorys
Ukończył XVII Liceum Ogólnokształcące im. Andrzeja Frycza Modrzewskiego w Warszawie. Odbył studia z zakresu historii sztuki na Wydziale Historycznym Uniwersytetu Warszawskiego, następnie studia podyplomowe w School of Foreign Service na Uniwersytecie Georgetown oraz z zakresu marketingu i zarządzania w instytucjach kultury w De Montfort University of Leicester. Był stypendystą m.in. Fundacji Józefa Konrada, odbył staże zagraniczne w Chicagowskiej Orkiestrze Symfonicznej, City of Birmingham Symphony Orchestra oraz w California State University. Uczył się gry na saksofonie w Akademii Muzycznej im. Fryderyka Chopina w Warszawie, ukończył także Państwową Szkołę Muzyczną II stopnia im. Józefa Elsnera w tym mieście.
W latach 1984–1988 był asystentem w Gabinecie Grafiki i Rysunków Współczesnych Muzeum Narodowego w Warszawie. W 2002 został kuratorem warszawskiej Królikarni. W latach 2004–2007 równocześnie pełnił obowiązki zastępcy dyrektora muzeum.
W latach 1984–2003 pracował nieprzerwanie w szkolnictwie muzycznym jako nauczyciel, a także zastępca dyrektora Zespołu Państwowych Szkół Muzycznych im. Fryderyka Chopina w Warszawie. Od 1990 do 1994 był szefem promocji Filharmonii Narodowej w Warszawie i redaktorem naczelnym magazynu „Filharmonia”. W 1997 stworzył komercyjną stację grającą muzykę poważną (Radio Classic 103,7 FM), którego do 2000 był prezesem i dyrektorem generalnym. Pracował również w Market Link Advertising Agency początkowo w dziale kreatywnym, a następnie jako doradca. Od 2001 do 2004 prowadził zajęcia z zakresu promocji sztuki w Wyższej Szkole Komunikowania i Mediów Społecznych im. Jerzego Giedroycia w Warszawie. Był dyrektorem programowym programu stypendialnego „Agrafka Muzyczna” (2000–2004). Jest autorem tekstów krytycznych i omówień wystaw, a także książek: Forma człowieka, Bajka o latającym miasteczku i Przestarzały jak człowiek, w której poruszył zagadnienia przyszłości pracy w kontekście zmian społecznych i technologicznych.
Współtworzył Fundację Dobrych Pomysłów, która we współpracy z Międzynarodowym Festiwalem Muzyki Współczesnej Warszawska Jesień zorganizowała Wiosenną Orkiestrę Warszawskiej Jesieni. Autor koncepcji i dyrektor „Ogólnopolskich Integracyjnych Warsztatów Muzycznych” zorganizowanych wspólnie z United Nations Development Program. Został także wiceprzewodniczącym komitetu honorowego Olimpiady Artystycznej, członkiem Akademii Fonograficznej, rady Fundacji Zbiorów Sztuki Współczesnej MNW i British Alumni Society.
8 stycznia 2008 został podsekretarzem stanu w Ministerstwie Pracy i Polityki Społecznej. Wszedł w skład rządowych komitetów. Stanowisko to zajmował do 16 listopada 2015.
Laureat nagrody „Ernesta” w dziedzinie kultury przyznanej przez Elżbietę Dzikowską za utworzenie Radia Classic 103,7 FM i zaangażowanie w budowę pomnika Ernesta Malinowskiego na przełęczy Ticlio w Peru, uhonorowany medalem Akademii Sztuk Pięknych w Warszawie. Został też laureatem nagrody Labor Mobilis 2014 wręczonej podczas II Europejskiego Kongresu Mobilności Pracy w Krakowie.